# Concepción Cirujano
Concepción Cirujano Gutiérrez (Toledo, 31 de diciembre de 1951) es una restauradora y arqueóloga española.

## Biografía
Nació en Toledo en 1951. En el año 1978 se diplomó en Restauración con la especialidad de Arqueología. Tras diez años trabajando como restauradora autónoma, en el año 1986 aprobó una oposición para cubrir una plaza de restauración en el Instituto de Conservación y Restauración de Bienes Culturales (ICRBC), posteriormente denominado Instituto del Patrimonio Cultural de España (IPCE) del Ministerio de Cultura de España. En 1989 obtuvo una beca de la UNESCO-ICCROM para formarse en la conservación y tratamiento de la piedra. En 1990 coordinó el Departamento de Materiales y Objetos Artísticos del ICRBC y se incorporó al Departamento de Restauración de piedra del ICRBC.
A lo largo de su trayectoria profesional en el IPCE ha redactado y dirigido numerosos proyectos de restauración de monumentos históricos, y ha publicado diferentes artículos sobre sus intervenciones, entre las que destacan monumentos de su ciudad natal de Toledo como la Puerta de Bisagra, las sinagogas del Tránsito y Santa María la Blanca, los conventos de San Clemente y San Pedro Mártir, la portada del Convento de Santa Isabel, los puentes de Alcántara y San Martín y la escalera de Covarrubias del Hospital de Santa Cruz.

## Premios y reconocimientos
- 2007 Medalla de Oro al Mérito en las Bellas Artes concedida por el Consejo de Ministros de España.[2]